# Cartoon Planet
Cartoon Planet est une émission télévisée d'animation américaine diffusée entre 1995 et 2000, puis reprise depuis le 30 mars 2012 sur la chaîne Cartoon Network. Il s'agit d'une série dérivée de celle de Space Ghost Coast to Coast, dans lequel le personnage de Space Ghost, en compagnie de son ennemie juré Zorak et de son assistant Brak, présente une émission de variétés.
Cartoon Planet est diffusé pour la première fois en tant que programme d'une durée d'une heure présentant une gamme de cartoons présentée par Space Ghost, Zorak, et Brak. Les personnages présentent des courts-métrages issus de la bibliothèque de Turner Entertainment, comme ceux des studios Hanna-Barbera, qui incluent également les épisodes de la série originale Space Ghost Coast to Coast.

## Histoire

### Années 1990
L'émission se scindait en plusieurs parties et était présentée par les personnages de l'émission Space Ghost Coast to Coast. Des scènes de cette série était reprises puis mises ensemble pour présenter l'émission et durant lesquelles ils discutaient de nombreux sujets et chantaient également. Souvent, des dessins-animés issus de la bibliothèque des studios Turner apparaissaient spontanément durant les vidéoclips, en particulier les vidéoclips musicaux. Ces dessins-animés recensaient notamment Tom et Jerry, Popeye, les cartoons originaux de Tex Avery, les premiers courts-métrages Looney Tunes, Bêtes comme chien, les courts-métrages de l'émission innovatrice What a Cartoon! (dont l'épisode pilote du Laboratoire de Dexter entre autres), Les Pierrafeu, Les Jetson, et autres cartoons classiques issus des studios Hanna-Barbera. Cartoon Planet est également sorti en trois albums studio : Modern Music for Swinging Superheroes en 1996 (album promotionnel non-commercial), Space Ghost's Musical Bar-B-Que (1997) et Space Ghost's Surf & Turf (en vente et distribué par Rhino Entertainment en 1998).

### Années 2010
L'émission est de nouveau diffusée le vendredi 30 mars 2012,, en un différent format. Space Ghost, à première vue, ne fait aucune apparition, ce qui laisse Brak et Zorak comme seuls personnages à présenter l'émission. Cependant, plutôt que de diffuser d'anciens courts-métrages animés des années 1960, l'émission se porte sur des séries originales issus des studios Cartoon Network, principalement des Cartoon Cartoons datant de la fin des années 1990 et du début des années 2000. Elle est diffusée en un format similaire à celui de The Cartoon Cartoon Show, avec différentes séries Cartoon Network d'une durée de 7 à 11 mi nutes chacune. Cela permet la diffusion de quatre à cinq cartoons en l'espace d'une heure de diffusion. En octobre 2012, Cartoon Planet célèbre les vingt années d'existence de la chaîne Cartoon Network, et diffuse à l'occasion une chanson de deux minutes chantée par Brak,.
Dès le 11 janvier 2013, de nombreuses séries Cartoon Network en suspens ou annulées, se joignent à la programmation de Cartoon Planet dont Robotomie, Secret Mountain Fort Awesome, et The Problem Solverz. Cependant des courts-métrages comme Whatever Happened to... Robot Jones? (en), Time Squad, la patrouille du temps, Mike, Lu & Og, Hi Hi Puffy AmiYumi et Un écureuil chez moi, dont les courts-métrages de What a Cartoon!, n'ont pas encore été annoncé.